# Jasenice
 Ovo je glavno značenje pojma Jasenice. Za druga značenja pogledajte Jasenice (razdvojba).
Jasenice su općina u Zadarskoj županiji.

## Zemljopis
Jasenice se nalaze u južnom dijelu velebitskog podgorja. Sastoje se od nekoliko danas zasebnih naselja, nastalih od starih jaseničkih zaselaka – Modriča, Rovanjske, Maslenice, Jasenica. Područje Jasenica prostire se od Modriča na zapadu do bivše tvornice glinice ponad Obrovca na istoku te od velebitskog prijevoja Mali Alan i vrhova Velebita na sjeveru do Novigradskog mora na jugu.
Jasenice pripadaju tipu raštrkanog naselja, sastavljenog od niza manjih zaselaka, čije se stanovništvo u prošlosti najviše bavilo stočarstvom. Kroz Jasenice prolazi jedna od najpoznatijih dionica autoceste A1 od tunela Sv. Rok do Rovanjske, a Novsko ždrilo u Rovanjskoj premošćuje jedan most, novi i u Maslenici stari. Jasenice obiluju prirodnim ljepotama, poput predjela na Velebitu (Mali Alan, Tulove grede, Podprag, Gornja i Donja bukva, Libinje, Kraljičina vrata), a ponad Jasenica dominira drugi po visini velebitski vrh Sveto brdo (1753 m). Kanjon Zrmanje od Obrovca do ušća u Novigradsko more predstavlja jugoistočnu granicu Jasenica prema susjednom Kruševu. Na izlazu iz Rovanjske, na Matekovoj punti nalazi se jedna od najpoznatijih špilja u Hrvatskoj – Modrič špilja, istražena u dužini od 829 metara.
Teritorijem općine Jasenice prolazi 24 km duga dionica poznate povijesne Majstorske ceste preko Podpraga, Praga i Kraljičinih vrata do Malog Alana, gdje se dalje nastavlja ličkom stranom do Svetog Roka. Danas je cesta preko Tulovih greda jedinstvena panoramska cesta, najljepša planinska cesta s koje se istovremeno otvaraju prekrasni vidici na spektakularne oblike stijena Tula, koje izazivaju strahopoštovanje, kao i na zadarsko zaleđe i more. Predio Praga poznat je po snažnoj buri, na momente orkanske snage.
U vrijeme Domovinskog rata Jasenice su doživjele pravu kalvariju u kojoj su četničke postrojbe potpuno spalile mjesto, a najveći dio pučanstva je izbjegao. Danas u starom dijelu Jasenica uglavnom žive starci, dok se najveći dio stanovništva stacionirao u Maslenici. Rovanjska i Maslenica od oslobođenja su isključivo vezane uz turizam, a vikend naselja su jedno od njihovih obilježja.

## Općinska naselja
Prije 2014. godine općina se sastojala od naselja Jasenice i Zaton Obrovački. U 2014. godini, općinsko vijeće Jasenica donosi odluku o formiranju dva nova samostalna naseljena mjesta: Maslenica i Rovanjska. Nastala su izdvajanjem dijelova iz naselja Jasenice.
Od 2014. godine općina se sastoji od 4 naselja, to su:
- Jasenice
- Maslenica
- Rovanjska
- Zaton Obrovački

## Stanovništvo
Na popisu stanovništva 2011. godine, općina Jasenice je imala 1398 stanovnika, od čega u samim Jasenicama 1272.
| broj stanovnika | 981   | 1041  | 1140  | 1280  | 1501  | 1855  | 1623  | 1807  | 1693  | 1770  | 1964  | 2053  | 1869  | 1800  | 1329  | 1398  | 1348  |
|                 | 1857. | 1869. | 1880. | 1890. | 1900. | 1910. | 1921. | 1931. | 1948. | 1953. | 1961. | 1971. | 1981. | 1991. | 2001. | 2011. | 2021. |

| broj stanovnika | 725   | 741   | 815   | 942   | 1127  | 1376  | 1216  | 1331  | 1318  | 1373  | 1537  | 1658  | 1344  | 1308  | 1224  | 1272  | 151   |
|                 | 1857. | 1869. | 1880. | 1890. | 1900. | 1910. | 1921. | 1931. | 1948. | 1953. | 1961. | 1971. | 1981. | 1991. | 2001. | 2011. | 2021. |

## Povijest
U Jasenicama su za vrijeme srpske agresije na Hrvatsku velikosrpske snage počinile masovni ratni zločin. Nakon što su zauzele selo u razdoblju između 11. i 12. prosinca 1991., 30. prosinca su izvršile pokolj nad skupinom starijih Hrvata.

## Gospodarstvo
- maslinarstvo
- stočarstvo
- turizam
- ribarstvo

## Poznate osobe
- Boris Maruna, književnik
- Toma Nekić, ninski biskup (1743. – 1754.)
- Zvonimir Šarlija Saki, pučki pjesnik

## Spomenici i znamenitosti
- Crkva sv. Jurja u Rovanjskoj (9. st.)

Pripada sjevernodalmatinskom kupolnom tipu starohrvatske crkvene arhitekture. Najstariji dio crkve presvođen je elipsoidnom kupolom te se datira u 9. st., a u čitavoj Hrvatskoj postoje još samo tri crkvene građevine ovoga tipa, smještene na zadarskim otocima. U razdoblju od 11. do 13. stoljeća crkva je nadograđivana pa je u tom vremenskom periodu nastao i zvonik na preslicu. Pored crkve nalazilo se staro srednjovjekovno groblje sa stećcima, koje je međutim devastirano prilikom izgradnje novoga groblja. Desno od crkve pronađeni su ostaci rimske ville rustice ili omanjeg rimskog naselja.
- Crkva sv. Jeronima u Jasenicama (19. st.)
- Crkva sv. Frane u Podpragu na obroncima Velebita. Građevina je Austrijskog cara Franje I. 1832.[9]

## Obrazovanje
OŠ Petra Zoranića

## Kultura
KUD "Vila Velebita"

## Šport
- NK Jasenice
- MNK Jasenice – klub se trenutno natječe u 3. županijskoj malonogometnoj ligi
- BK Sveto Brdo – klub se natječe u 2. županijskoj boćarskoj ligi
- Motoklub D8 Maslenica

## Vanjske poveznice
- Općina Jasenice
- TZO Jasenice

|  | Portal Hrvatske – Pristup člancima s tematikom o Hrvatskoj. |